# 부랴트 자치 소비에트 사회주의 공화국

부랴트 자치 소비에트 사회주의 공화국의 기

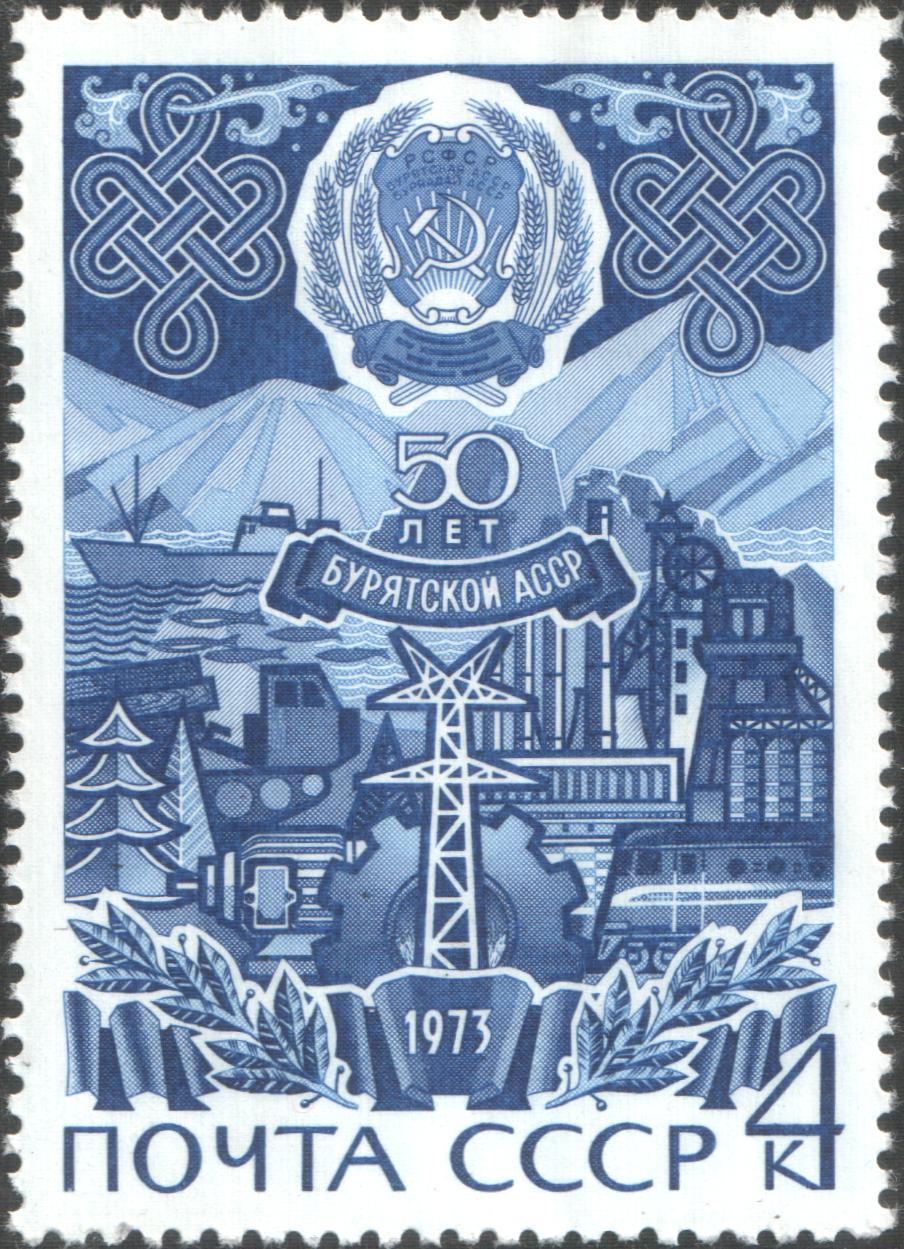
부랴트ACCP 성립 50주년 기념 우표

부랴트 자치 소비에트 사회주의 공화국(러시아어:Бурятская Автономная Советская Социалистическая Республика)는 1923년 5월 30일부터 1991년 5월 21일까지 있었던 러시아 소비에트 연방 사회주의 공화국내의 자치공화국(ACCP)이다. 수도는 울란우데였고 인구는 118,000명(1923년)였다. 민족구성은 러시아인  69.9% 부랴트인 24.0% 우크라이나인 2.2% 타타르인 1.0%(1989년)이었었다.

## 같이 보기
- 소련
- 부랴트인
- 부랴티아 공화국